# Anusin (gmina Siemiatycze)
Anusin – wieś w Polsce położona w województwie podlaskim, w powiecie siemiatyckim, w gminie Siemiatycze.

## Historia
Wieś położona w ziemi drohickiej w 1795 roku, wchodziła wraz z folwarkiem w skład klucza siemiatyckiego księżnej Anny Jabłonowskiej. Według Pierwszego Powszechnego Spisu Ludności z 1921 roku Anusin był wsią liczącą 53 domy i zamieszkałą przez 293 osoby (152 kobiet i 141 mężczyzn). Miejscowość miała wówczas charakter dwuwyznaniowy i dwunarodowy, gdyż mieszkało w niej 197 rzymskokatolickich Polaków i 96 prawosławnych Białorusinów. W okresie międzywojennym miejscowość znajdowała się w powiecie bielskim.
W latach 1975–1998 miejscowość administracyjnie należała do województwa białostockiego.
Wierni kościoła rzymskokatolickiego należą do parafii św. Apostołów Piotra i Pawła w Siemiatyczach Stacji.

## Części wsi
| SIMC    | Nazwa       | Rodzaj    |
| ------- | ----------- | --------- |
| 1012382 | Czworaki    | część wsi |
| 1012442 | Pachciarnia | część wsi |